# クイーン・シャーロット (戦列艦・初代)
| 「ハウ卿の戦闘、あるいは栄光の6月1日」。左がクイーン・シャーロット。右の艦はフランスのモンターニュ。 | |
| 艦歴                                                                                                 | |
| 発注:                                                                                                | 1782年12月12日 |
| 建造:                                                                                                | チャタム工廠 |
| 起工:                                                                                                | 1785年9月1日 |
| 進水:                                                                                                | 1790年4月15日 |
| 竣工:                                                                                                | 1790年5月 |
| その後:                                                                                              | 1800年5月17日爆沈 |
| 性能諸元                                                                                             | |
| クラス:                                                                                              | 100門1等戦列艦 |
| 全長:                                                                                                | 砲列甲板：190ft (58m) |
| 全幅:                                                                                                | 52ft 5.5in (16.0m) |
| 喫水:                                                                                                | 22ft 4in (6.8m) |
| 機関:                                                                                                | 帆走（3本マストシップ） |
| 兵装:                                                                                                | 100門： 上砲列：18ポンド（8kg）砲30門 中砲列：24ポンド（11kg）砲28門 下砲列：32ポンド（15kg）砲30門 後甲板：12ポンド（5kg）砲10門 艦首楼：12ポンド（5kg）砲2門 |

クイーン・シャーロット (HMS Queen Charlotte) はイギリス海軍の100門1等戦列艦。1790年4月15日にチャタム工廠で進水した。船体はエドワード・ハントが設計したロイヤル・ジョージに基づいているが、武装は異なる。
クイーン・シャーロットはリチャード・ハウ提督の旗艦として「栄光の6月1日」を戦い、1795年にはグロワ島の海戦に参加した。
ジョージ・エルフィンストーン中将の旗艦としてカブレラ島の予備調査を行っていた1800年5月17日の午前6時ごろ、クイーン・シャーロットの艦上で火災が発生した。火災は鎮火することが出来ず、艦は午前11時に爆発し、673名の命が失われた。

## 参加海戦
- 栄光の6月1日
- グロワ島の海戦